# 노보리이시가키

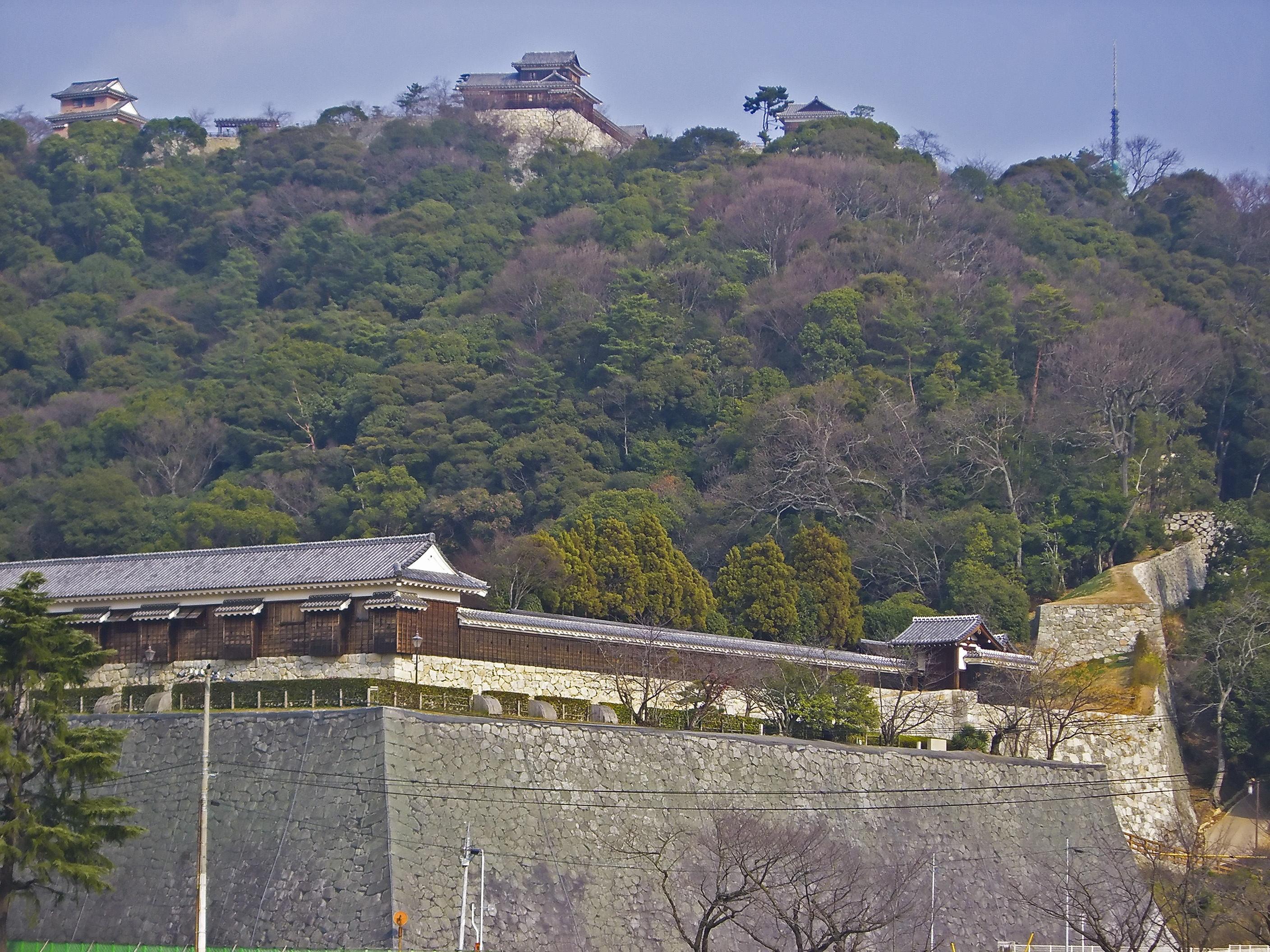
이요마쓰야마성의 노보리이시가키

노보리이시가키(일본어: 登り石垣)는 임진왜란 때, 일본군이 쌓은 왜성에서 볼 수 있는 석벽의 형태이다. 중국 대륙의 만리장성에서 볼 수 있는 성벽축조 방식으로 산허리를 따라 성벽을 쌓은 것이 특징이다.
임진왜란에 있어서 다이묘들은 전진기지상의 거점으로 한반도에 왜성을 축조하게 되었고, 이들 왜성들은 보급과 퇴각을 원활히 할 수 강변이나 해안에 축조된 것들이었다. 성의 주성인 혼마루는 언덕이나 산에 축성된 까닭에 평지인 강변이나 해안에서의 보급로를 방비할 필요가 있었다. 이를 위해 성의 주곽인 혼마루 등으로부터 보급로까지 석벽을 쌓게 된다. 보급로에서 보면 석벽이 산을 타고 올라가는 모습이기 때문에 노보리이시가키라는 명칭이 생겼다.
일반적으로 산허리에서 적의 침입을 막는 중국대륙과 한반도의 산성과 달리 그 용도는 전혀 다르며, 전투원 보호를 위한 국지적인 것이었다. 또, 축성의 형태상 대부분이 평산성에서 조성된 것이지만, 구루와의 형태로서는 연곽식, 제곽식, 윤곽식 등 여러 형태가 있다.
왜성은 일본군이 철병한 후 거의 파괴되었지만, 한국, 일본, 중국의 축성교류사를 엿볼 수 있는 귀중한 유산이다.

## 일본 내의 노보리이시가키
안골왜성에 있었던 가토 요시아키와 와키자카 야스하루 등을 비롯, 임진왜란에 참전한 다이묘들이 일본 국내에서 성의 축성과 보수를 할 때 사용했다. 하지만, 1615년 일국일성령과 메이지 유신을 전후에 많은 성들이 파각되어 노보리이시가키가 남아있는 성은 몇 곳에 불과하며, 아직 충분히 해명되지는 않고 있다.
- 마쓰야마성

- 1602년부터 가토 요시아키가 축성한 성으로 대규모의 노보리이시가키가 남아있다. 메이지 유신을 전후해 북쪽 부분의 어떤 이유를 들어 철거되었고, 남쪽부분만 완전한 상태로 보존되어 있다.

- 히코네성

- 1603년부터 막부의 노역할당에 따라 서국(西國) 다이묘들이 축성에 참여하였고, 이 무렵 노보리이시가키가 축성되었다. 현재에도 잘 보존되어 있다.

- 스모토성

- 와키자카 야스하루가 석벽을 보수할 때, 축조된 것으로 일국일성령에 따라 파각되어 그 형태나 석벽의 보존상태는 그리 좋지 않다.

## 같이 보기
- 왜성
- 구루와